# Bazar Dżome
Bazar Dżome – miasto w Iranie, w ostanie Gilan. W 2016 roku liczyło 5729 mieszkańców.